# Marco Nasti
Marco Nasti (Pavia, 17 settembre 2003) è un calciatore italiano, attaccante dell'Empoli in prestito dalla Cremonese.

## Caratteristiche tecniche
È una punta centrale.

## Carriera

### Club
Cresciuto nelle giovanili del Milan, nel luglio 2022 viene ceduto a titolo temporaneo al Cosenza. Il 18 dicembre successivo segna la sua prima rete tra i professionisti nella sconfitta interna contro l'Ascoli per 1-3. Nella sua prima stagione in Serie B totalizza 27 presenze e 5 reti, considerando anche i play-out, in cui è andato a segno decidendo l'andata della sfida contro il Brescia (1-0).
Al termine della stagione torna al Milan, che tuttavia lo cede nuovamente in prestito in Serie B, questa volta al Bari. Il 30 agosto 2023 segna la sua prima rete con i pugliesi nel pareggio interno contro il Cittadella (1-1). Termina la sua esperienza al Bari con 37 presenze e 7 reti, considerando anche i play-out.
Dopo aver fatto nuovamente ritorno al Milan ed essere stato aggregato alla neonata formazione Under-23, disputando anche uno spezzone di gara contro il Lecco valida per il primo turno della Coppa Italia Serie C, il 20 agosto 2024 passa a titolo definitivo alla Cremonese, in Serie B, con cui firma un contratto quadriennale. Il 31 agosto segna la sua prima rete con i grigiorossi, aprendo le marcature nel successo per 4-1 in casa del Sassuolo

Il 18 agosto 2025 viene ceduto in prestito all'Empoli.

### Nazionale
Ha rappresentato l'Italia a diversi livelli giovanili, giocando per le nazionali Under-16, Under-19, Under-20 e Under-21.
In particolare, a giugno 2022 è stato convocato con la Nazionale Under-19 per il Campionato europeo di categoria in Slovacchia, contribuendo al raggiungimento delle semifinali da parte dell'Italia, perse contro i pari età dell'Inghilterra.

## Statistiche

### Presenze e reti nei club
Statistiche aggiornate al 1º giugno 2025.
| Stagione        | Squadra         | Campionato      | Campionato | Campionato | Coppe nazionali | Coppe nazionali | Coppe nazionali | Coppe continentali | Coppe continentali | Coppe continentali | Altre coppe | Altre coppe | Altre coppe | Totale | Totale |
| Stagione        | Squadra         | Comp            | Pres       | Reti       | Comp            | Pres            | Reti            | Comp               | Pres               | Reti               | Comp        | Pres        | Reti        | Pres   | Reti   |
| --------------- | --------------- | --------------- | ---------- | ---------- | --------------- | --------------- | --------------- | ------------------ | ------------------ | ------------------ | ----------- | ----------- | ----------- | ------ | ------ |
| 2022-2023       | Cosenza         | B               | 25+2       | 4+1        | CI              | -               | -               | -                  | -                  | -                  | -           | -           | -           | 27     | 5      |
| 2023-2024       | Bari            | B               | 35+2       | 6+1        | CI              | 1               | 0               | -                  | -                  | -                  | -           | -           | -           | 38     | 7      |
| ago. 2024       | Milan Futuro    | C               | -          | -          | CI-C            | 1               | 0               | -                  | -                  | -                  | -           | -           | -           | 1      | 0      |
| 2024-2025       | Cremonese       | B               | 26+2       | 2+0        | CI              | 1               | 0               | -                  | -                  | -                  | -           | -           | -           | 29     | 2      |
| 2025-2026       | Empoli          | B               | 0          | 0          | CI              | -               | -               |                    | -                  | -                  |             | -           | -           | 0      | 0      |
| Totale carriera | Totale carriera | Totale carriera | 86+6       | 12+2       |                 | 3               | 0               |                    | -                  | -                  |             | -           | -           | 95     | 14     |

### Cronologia presenze e reti in nazionale
| Cronologia completa delle presenze e delle reti in nazionale ― Italia under 21 | Cronologia completa delle presenze e delle reti in nazionale ― Italia under 21 | Cronologia completa delle presenze e delle reti in nazionale ― Italia under 21 | Cronologia completa delle presenze e delle reti in nazionale ― Italia under 21 | Cronologia completa delle presenze e delle reti in nazionale ― Italia under 21 | Cronologia completa delle presenze e delle reti in nazionale ― Italia under 21 | Cronologia completa delle presenze e delle reti in nazionale ― Italia under 21 | Cronologia completa delle presenze e delle reti in nazionale ― Italia under 21 |
| Data                                                                           | Città                                                                          | In casa                                                                        | Risultato                                                                      | Ospiti                                                                         | Competizione                                                                   | Reti                                                                           | Note                                                                           |
| ------------------------------------------------------------------------------ | ------------------------------------------------------------------------------ | ------------------------------------------------------------------------------ | ------------------------------------------------------------------------------ | ------------------------------------------------------------------------------ | ------------------------------------------------------------------------------ | ------------------------------------------------------------------------------ | ------------------------------------------------------------------------------ |
| 8-9-2023                                                                       | Jūrmala                                                                        | Lettonia under 21                                                              | 0 – 0                                                                          | Italia under 21                                                                | Qual. Europeo Under-21 2025                                                    | -                                                                              |                                                                                |
| 12-9-2023                                                                      | İzmit                                                                          | Turchia under 21                                                               | 0 – 2                                                                          | Italia under 21                                                                | Qual. Europeo Under-21 2025                                                    | 1                                                                              | 65’                                                                            |
| Totale                                                                         |                                                                                | Presenze                                                                       | 2                                                                              |                                                                                | Reti                                                                           | 1                                                                              |                                                                                |

| Cronologia completa delle presenze e delle reti in nazionale ― Italia under 20 | Cronologia completa delle presenze e delle reti in nazionale ― Italia under 20 | Cronologia completa delle presenze e delle reti in nazionale ― Italia under 20 | Cronologia completa delle presenze e delle reti in nazionale ― Italia under 20 | Cronologia completa delle presenze e delle reti in nazionale ― Italia under 20 | Cronologia completa delle presenze e delle reti in nazionale ― Italia under 20 | Cronologia completa delle presenze e delle reti in nazionale ― Italia under 20 | Cronologia completa delle presenze e delle reti in nazionale ― Italia under 20 |
| Data                                                                           | Città                                                                          | In casa                                                                        | Risultato                                                                      | Ospiti                                                                         | Competizione                                                                   | Reti                                                                           | Note                                                                           |
| ------------------------------------------------------------------------------ | ------------------------------------------------------------------------------ | ------------------------------------------------------------------------------ | ------------------------------------------------------------------------------ | ------------------------------------------------------------------------------ | ------------------------------------------------------------------------------ | ------------------------------------------------------------------------------ | ------------------------------------------------------------------------------ |
| 17-11-2022                                                                     | Arad                                                                           | Romania under 20                                                               | 1 – 2                                                                          | Italia under 20                                                                | Elite League                                                                   | -                                                                              | 17’ 58’                                                                        |
| 23-3-2023                                                                      | Stavanger                                                                      | Norvegia under 20                                                              | 2 – 2                                                                          | Italia under 20                                                                | Elite League                                                                   | -                                                                              | 9’, 40’                                                                        |
| 27-3-2023                                                                      | Prato                                                                          | Italia under 20                                                                | 1 – 1                                                                          | Germania under 20                                                              | Elite League                                                                   | -                                                                              |                                                                                |
| Totale                                                                         |                                                                                | Presenze                                                                       | 3                                                                              |                                                                                | Reti                                                                           | 0                                                                              |                                                                                |

| Cronologia completa delle presenze e delle reti in nazionale ― Italia under 19 | Cronologia completa delle presenze e delle reti in nazionale ― Italia under 19 | Cronologia completa delle presenze e delle reti in nazionale ― Italia under 19 | Cronologia completa delle presenze e delle reti in nazionale ― Italia under 19 | Cronologia completa delle presenze e delle reti in nazionale ― Italia under 19 | Cronologia completa delle presenze e delle reti in nazionale ― Italia under 19 | Cronologia completa delle presenze e delle reti in nazionale ― Italia under 19 | Cronologia completa delle presenze e delle reti in nazionale ― Italia under 19 |
| Data                                                                           | Città                                                                          | In casa                                                                        | Risultato                                                                      | Ospiti                                                                         | Competizione                                                                   | Reti                                                                           | Note                                                                           |
| ------------------------------------------------------------------------------ | ------------------------------------------------------------------------------ | ------------------------------------------------------------------------------ | ------------------------------------------------------------------------------ | ------------------------------------------------------------------------------ | ------------------------------------------------------------------------------ | ------------------------------------------------------------------------------ | ------------------------------------------------------------------------------ |
| 23-3-2022                                                                      | Vantaa                                                                         | Italia under 19                                                                | 2 – 2                                                                          | Germania under 19                                                              | Qual. Europeo Under-19 2022                                                    | 1                                                                              | 71’ 90’                                                                        |
| 26-3-2022                                                                      | Vantaa                                                                         | Italia under 19                                                                | 4 – 0                                                                          | Finlandia under 19                                                             | Qual. Europeo Under-19 2022                                                    | -                                                                              | 46’                                                                            |
| 29-3-2022                                                                      | Vantaa                                                                         | Belgio under 19                                                                | 0 – 2                                                                          | Italia under 19                                                                | Qual. Europeo Under-19 2022                                                    | -                                                                              | 60’                                                                            |
| 18-6-2022                                                                      | Dunajská Streda                                                                | Italia under 19                                                                | 2 – 1                                                                          | Romania under 19                                                               | Europeo Under-19 2022                                                          | -                                                                              |                                                                                |
| 21-6-2022                                                                      | Trnava                                                                         | Slovacchia under 19                                                            | 0 – 1                                                                          | Italia under 19                                                                | Europeo Under-19 2022                                                          | -                                                                              | 90+2’                                                                          |
| 28-6-2022                                                                      | Senec                                                                          | Inghilterra under 19                                                           | 2 – 1                                                                          | Italia under 19                                                                | Europeo Under-19 2022                                                          | -                                                                              | 90+6’                                                                          |
| Totale                                                                         |                                                                                | Presenze                                                                       | 6                                                                              |                                                                                | Reti                                                                           | 1                                                                              |                                                                                |